# Chỉ số thương hiệu quốc gia
Chỉ số thương hiệu quốc gia (Country Brand Index – CBI) là kết quả của một nghiên cứu toàn cầu về thương hiệu quốc gia được tổ chức Future Brand công bố hằng năm. CBI đánh giá thường niên trên 75 quốc gia và xếp loại nhận diện các quốc gia trên toàn thế giới từ văn hóa, công nghiệp, sức khỏe nền kinh tế đến các chính sách công. Kết quả thu được là một sự tổng hòa rút ra từ các bài phóng sự, đánh giá của chuyên gia, các số liệu thống kê thông tin dày đặc và các dự đoán tích cực về tương lai.
FutureBrand là một đơn vị tư vấn thương hiệu hàng đầu nằm trong hệ thống Interpublic cung cấp toàn cầu giải pháp Marketing chuyên nghiệp, xuất hiện ở 18 quốc gia với 23 văn phòng đại diện, 48.400 nhân viên ở mọi thị trường toàn cầu. Các khách hàng của FutureBrand gồm có ArcelorMittal, P&G, Microsoft, Nakheel, Barclays Premier, Nokia, Nestlé, MasterCard, UPS và Unilever.
Future Brand là một trong số những đơn vị tiên phong dùng cách nghiên cứu để giải mã các giả thuyết vì sao có quốc gia được coi là nổi tiếng và được nhận diện nhiều hơn quốc gia khác.
Giống như các thương hiệu doanh nghiệp hoặc sản phẩm khác, điểm mạnh hoặc điểm yếu trong nhận thức về một quốc gia sẽ ảnh hưởng tới quyết định của những người quan tâm về việc có hay không lựa chọn quốc gia đó để du lịch, sinh sống hoặc đầu tư.
Những nhận thức tốt về về quốc gia nếu có sẽ tạo ra một lợi thế cạnh tranh lớn trên nền kinh tế toàn cầu về du lịch, giáo dục, đầu tư… nên các quốc gia rất cần xây dựng từ sớm cơ sở cho sự quản lý thương hiệu quốc gia và triển khai những dự án cụ thể.
Trong vòng 5 năm qua, CBI ra đời đã góp phần đem lại nhiều hiệu quả trong việc quy hoạch minh bạch thông tin, thúc đẩy các quốc gia tối ưu hóa các chính sách quan tâm đến việc xây dựng hình ảnh thương hiệu quốc gia. Một trong số các hiệu quả cụ thể của việc triển khai đo lường CBI có thể thấy là góp phần nhấn mạnh tầm quan trọng của "nguồn gốc quốc gia" trong việc hiểu rõ sức mạnh của thương hiệu đất nước.
Cụ thể, nghiên cứu Made in năm 2013 – 2014 đã chứng minh thương hiệu quốc gia đóng vai trò quyết định khi khách hàng lựa chọn tìm mua những dòng sản phẩm ngoại. Nghiên cứu cho thấy mỗi "công dân toàn cầu", khi cần mua một chiếc xe hơi, ăn một loại đồ ăn hay mua các sản phẩm may mặc, họ hoàn toàn nhận thức được nên sử dụng sản phẩm có thương hiệu đến từ các quốc gia có tên tuổi. Những quốc gia không có được "tên tuổi" đã phải chịu bất lợi lớn khi cạnh tranh với các đối thủ khác trên trường quốc tế.